# Hojsova Stráž-Brčálník
Hojsova Stráž-Brčálník – przystanek kolejowy w miejscowości Hojsova Stráž, w kraju pilzneńskim, w Czechach. Położona jest na wysokości 815 m n.p.m.
Na przystanku nie ma możliwości zakupu biletów, a obsługa podróżnych odbywa się w pociągu. 

## Linie kolejowe
- 183 Plzeň - Klatovy - Železná Ruda-Alžbětín